# Brévands
Brévands ist eine Ortschaft und Commune déléguée in der französischen Gemeinde Carentan-les-Marais mit 305 Einwohnern (Stand: 1. Januar 2022) im Département Manche in der Region Normandie.

## Geografie
Brévands liegt auf der Halbinsel Cotentin, an der Bucht Baie des Veys, im Regionalen Naturpark Marais du Cotentin et du Bessin.
Angrenzende Gemeinden waren:
- Brucheville
- Les Veys
- Catz
- Saint-Hilaire-Petitville
- Vierville
- Angoville-au-Plain
- Saint-Côme-du-Mont

Die Gemeinde bestand aus zahlreichen Poldern in der Baie des Veys. Zwischen den Flüssen Douve und Vire liegt die Pointe de Brévands.

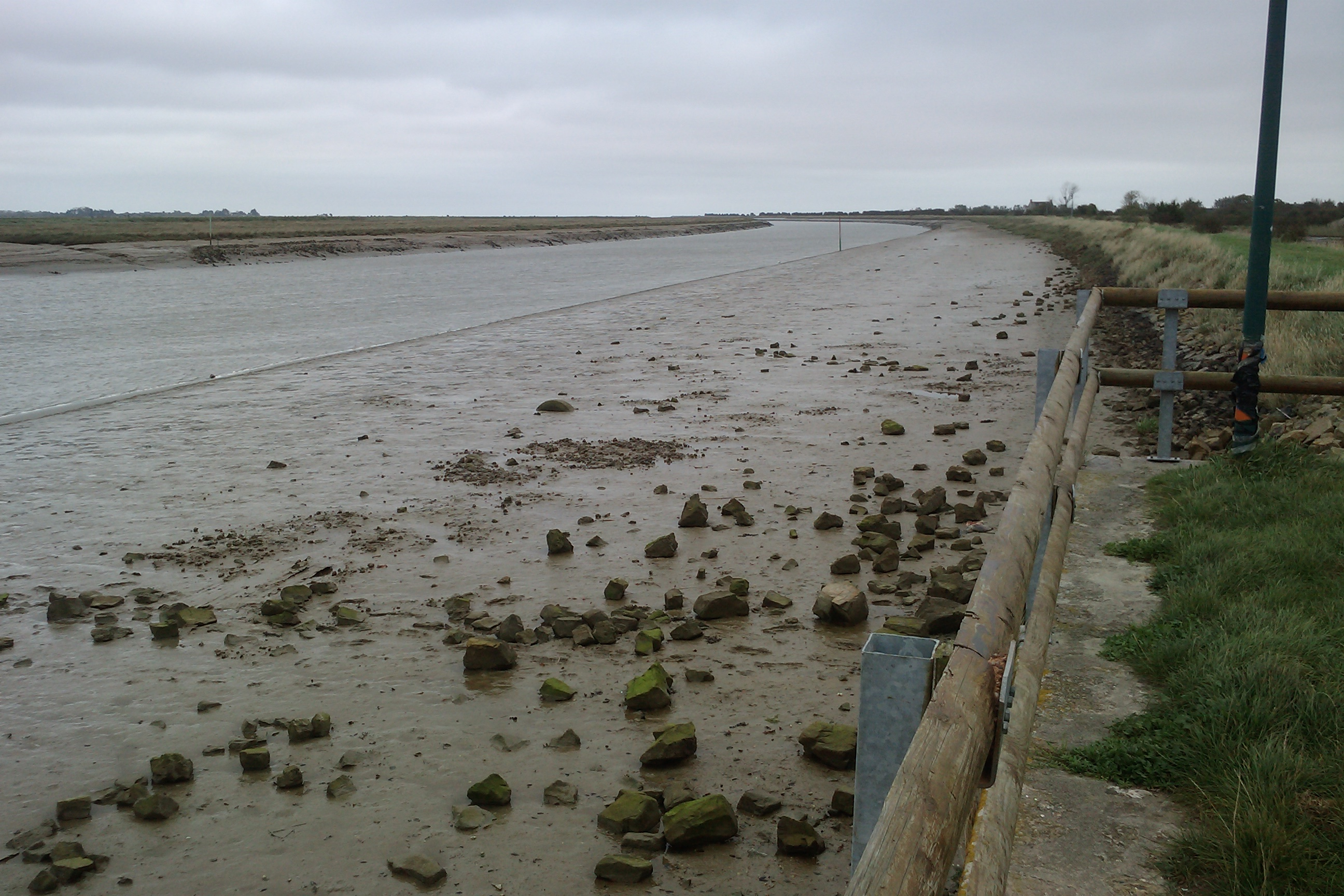
Der Kanal zwischen Carentan und der Baie des Veys.

## Toponymie
Im Jahre 1056 ist Bevrant erwähnt. Dann Beverant im Jahre 1200, Bevran gegen 1280, Bevrant im Jahre 1421 und auch 1497. Letztendlich Brevant im Jahre 1559, Brevand im Jahre 1753, Brevands im Jahre 1793.
Durch die Metathese von [r] ist aus Bevrant Brévands geworden. Im 18. Jahrhundert wurde das t am Ende durch ein d ersetzt, genau so willkürlich wurde ein s hinzugefügt.
Bevr- wäre das gallische Wort für Biber (vgl. dt. Biber, en. beaver).
Die Endung -ant entspräche einer vorindoeuropäischen hydronymischen Wurzel, so dass Brévands Biberfluss bedeuten würde.

## Geschichte
Der junge Wilhelm hätte in Brévands sterben können und wäre nie Eroberer gewesen (siehe Baie des Veys). Die Gemeinde Brévands wurde am 1. Januar 2017 nach Baie des Veys eingemeindet.

## Sehenswürdigkeiten
- Kirche Saint-Martin

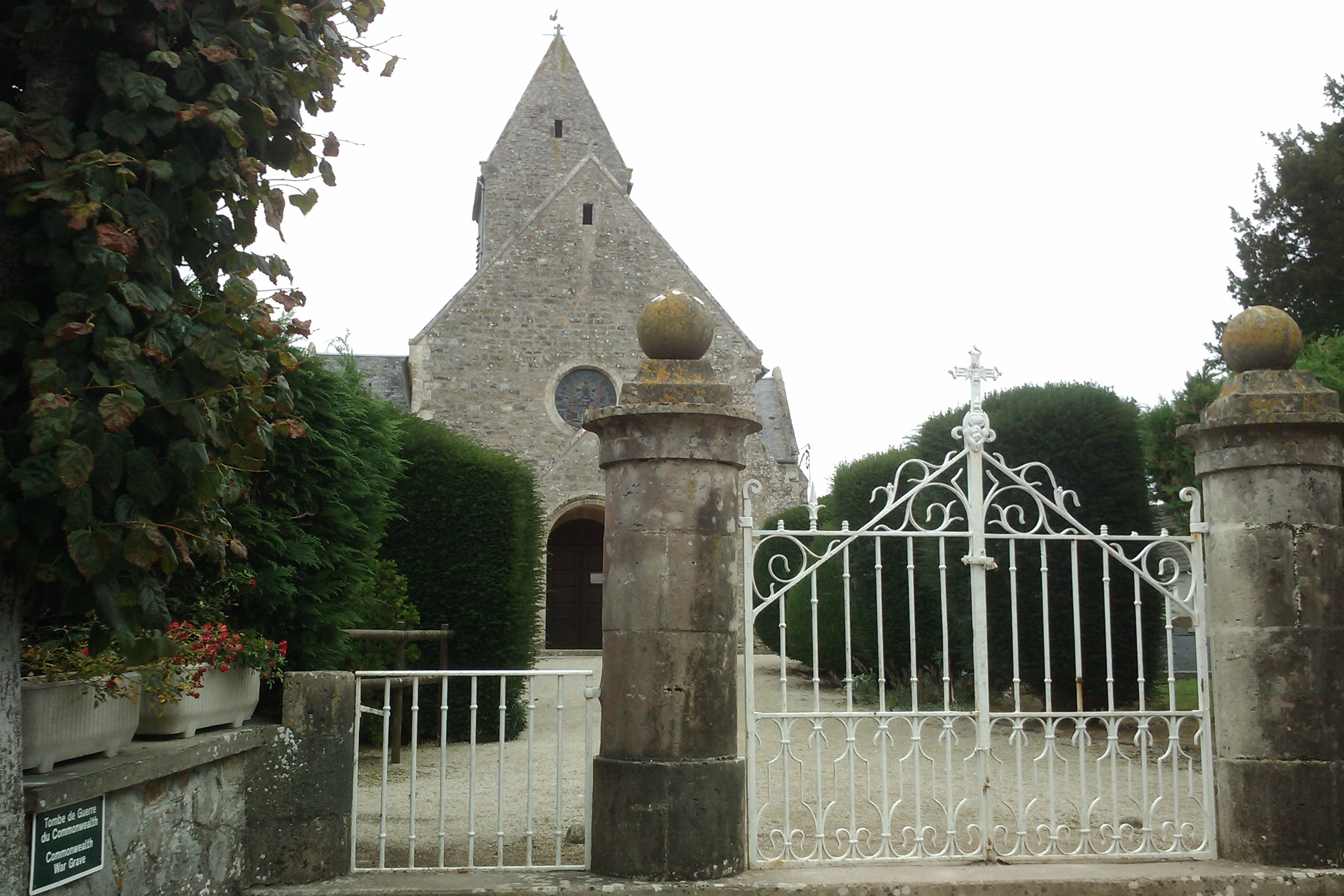
Kirche Saint-Martin.

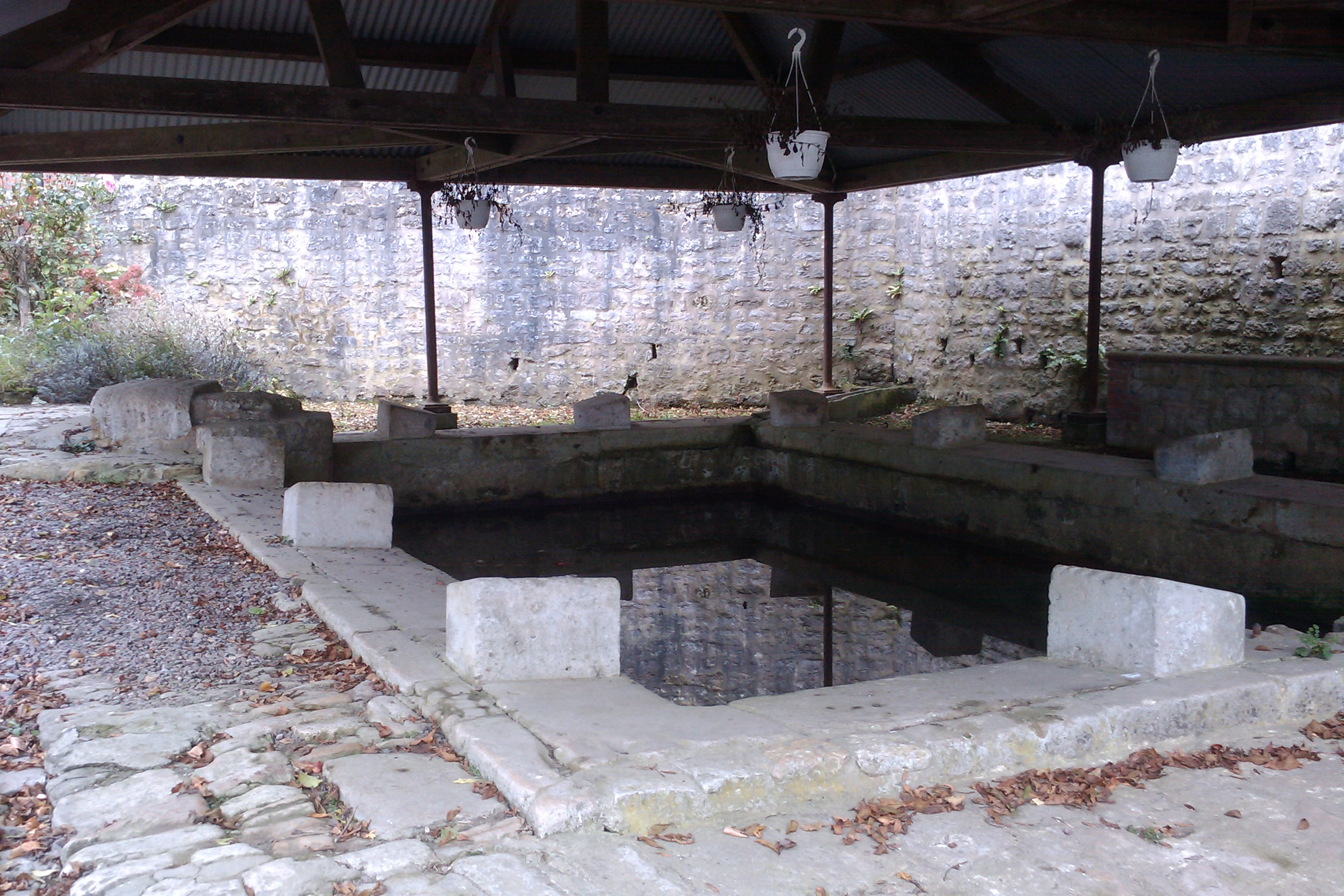
Lavoir.

Die Kirche Saint-Martin und deren Krypta Saint-Loup stehen unter Denkmalschutz seit 1954.
1978 wurde ein im Friedhof liegendes Gisant aus dem 17. Jahrhundert in der Nordkapelle der Kirche geborgen. Es würde sich um Demoiselle Anne de Mesnildot und ihr Kind handeln.

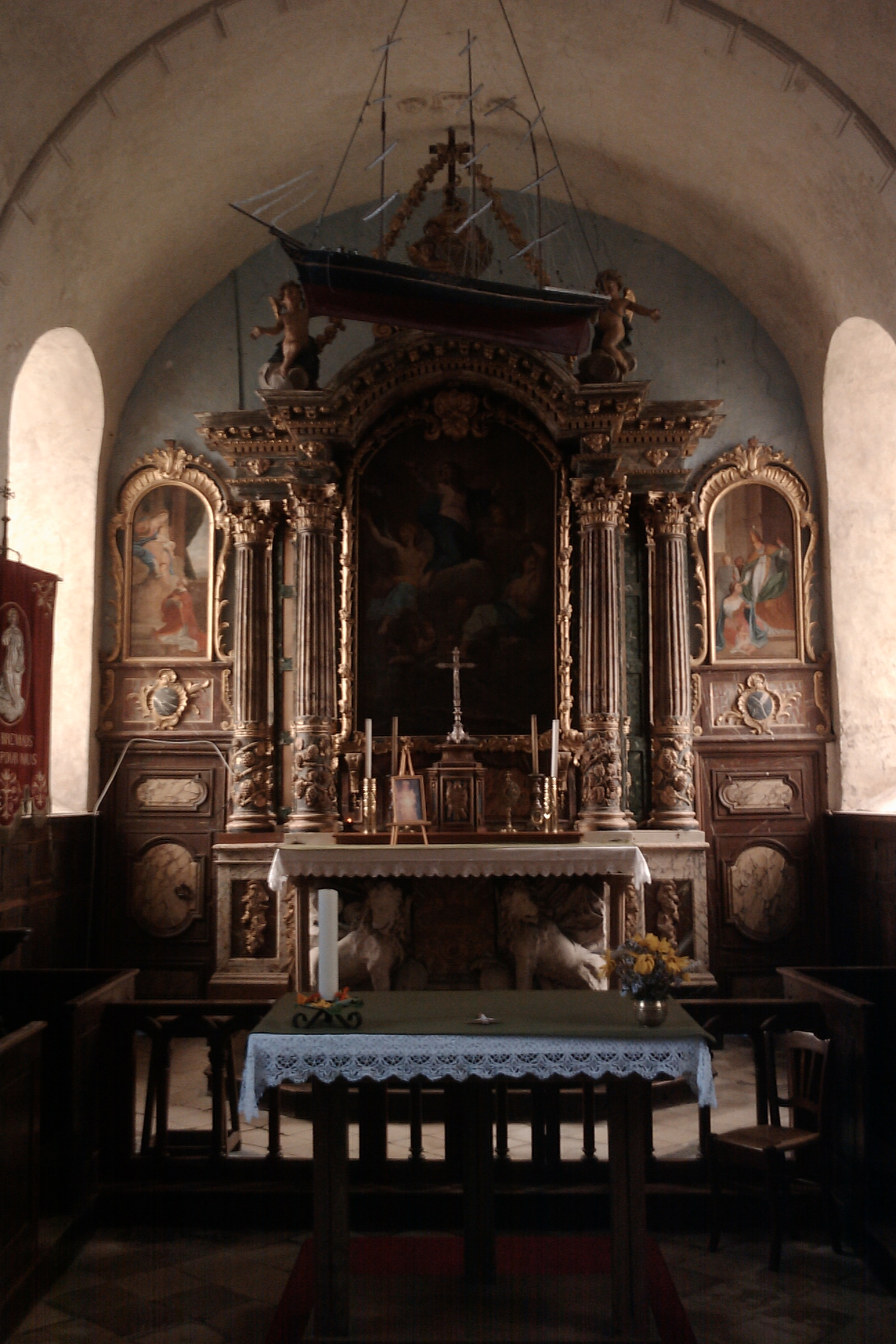
Unter Denkmalschutz stehendes Hauptaltar.
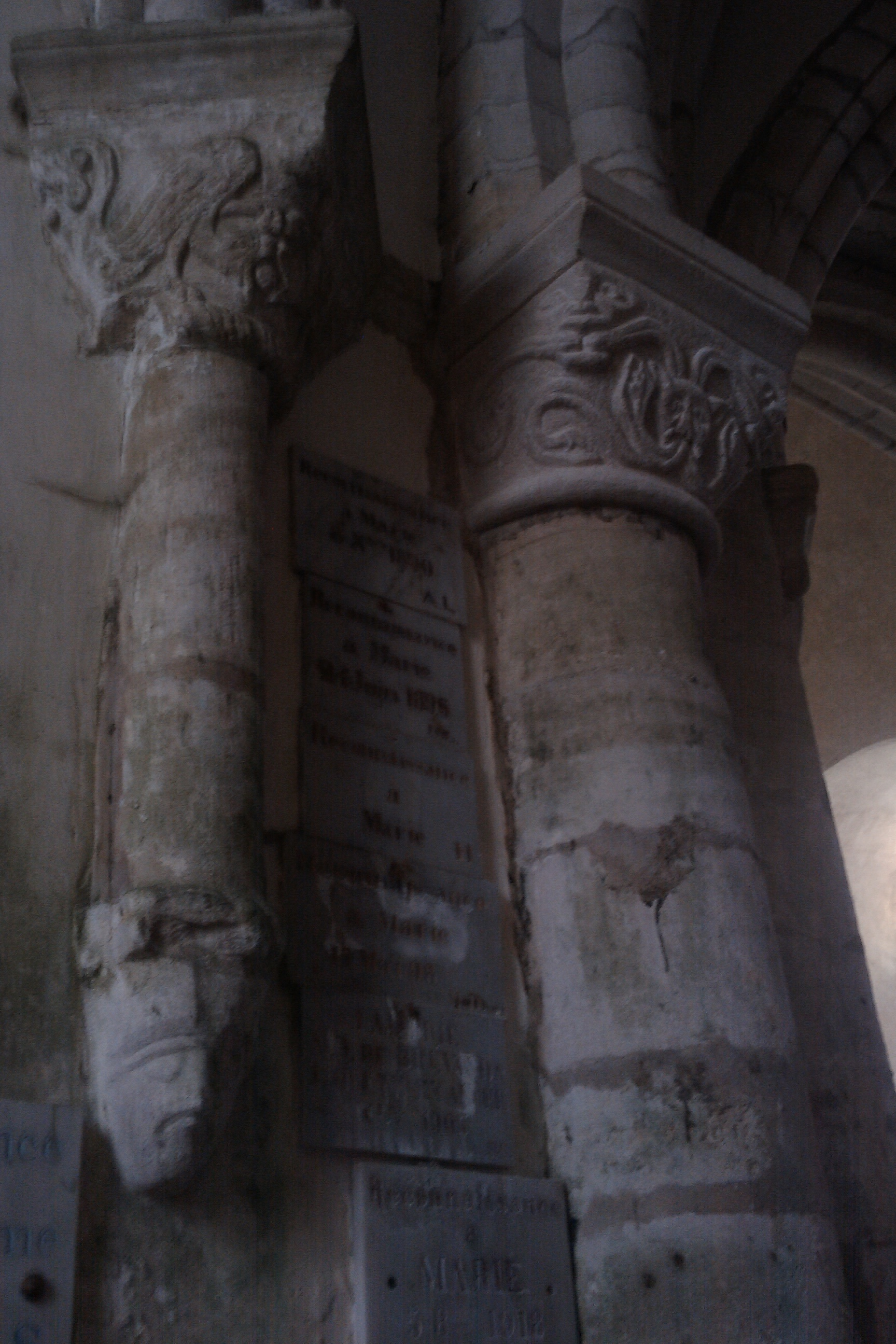
Pfeiler.
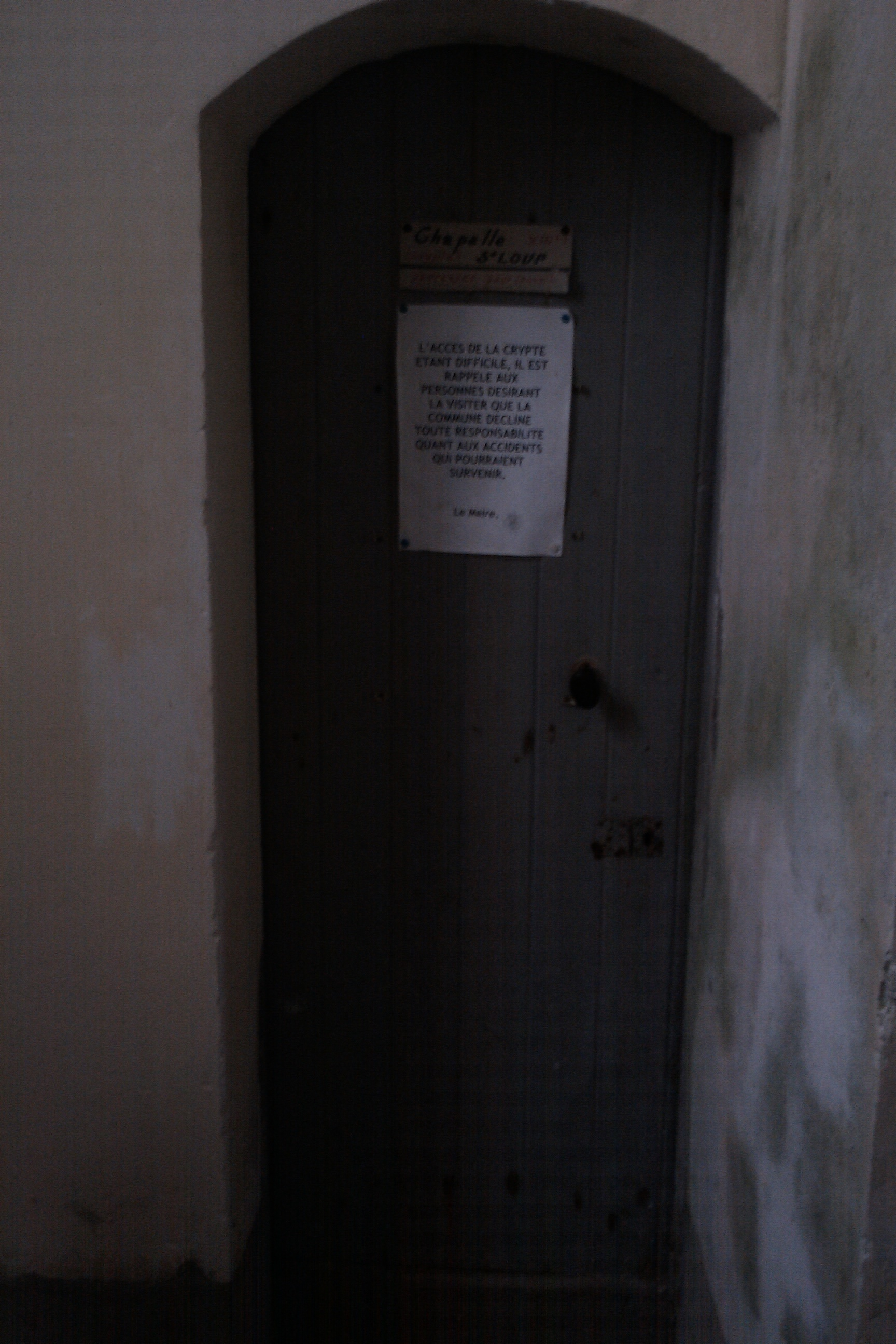
Eingang zur Krypta.
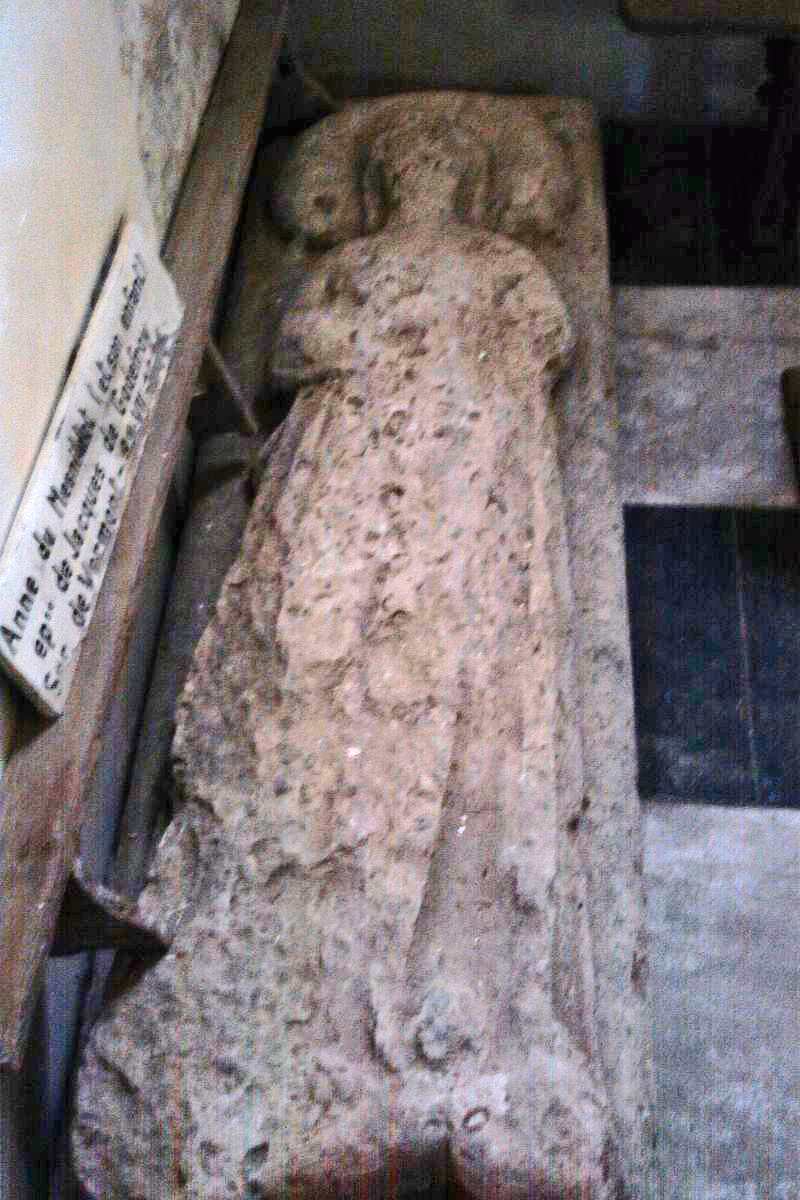
Gisant.

- Lavoir das restauriert wurde
- schöne Gutshäuser-Bauernhöfe:
  - Ferme de Grimarais
  - Colombier
  - Gancellerie
  - Manoir de Vermont
  - Capitainerie
  - Haras du Chalet.

## Persönlichkeiten
Gegen 600 wurde Fromond de Coutances geboren. Er war der 14. Bischof von Coutances. Er wäre in Brévands geboren. In der Gemeinde heißt immer noch ein Brunnen Fontaine Saint-Fromont.